# Associazione Sportiva Acireale 2004-2005
Questa pagina raccoglie le informazioni riguardanti l'Associazione Sportiva Acireale nelle competizioni ufficiali della stagione 2004-2005.

## Rosa
| N. |                    | Ruolo | Calciatore            |
| -- | ------------------ | ----- | --------------------- |
|    | Italia (bandiera)  | C     | Alfonso Benedettino   |
|    | Italia (bandiera)  | D     | Giuseppe Cocuzza      |
|    | Italia (bandiera)  | P     | Luciano Corona        |
|    | Italia (bandiera)  | C     | Girolamo D'Alessandro |
|    | Italia (bandiera)  | D     | Angelo Danotti        |
|    | Italia (bandiera)  | P     | Giuseppe Di Masi      |
|    | Italia (bandiera)  | D     | Andrea Di Salvatore   |
|    | Italia (bandiera)  | A     | Salvatorino Frisenda  |
|    | Italia (bandiera)  | P     | Stefano Furlan        |
|    | Francia (bandiera) | C     | Gaël Genevier         |
|    | Italia (bandiera)  | A     | Giuseppe Giglio       |
|    | Italia (bandiera)  | D     | Niccolò Guzzo         |
|    | Italia (bandiera)  | C     | Giuseppe Ierna        |
|    | Italia (bandiera)  | C     | Vito Lasalandra       |
|    | Italia (bandiera)  | D     | Rosario Leonardi      |
|    | Italia (bandiera)  | A     | Gaetano Mancino       |

| N. |                     | Ruolo | Calciatore           |
| -- | ------------------- | ----- | -------------------- |
|    | Italia (bandiera)   | C     | Alessandro Manni     |
|    | Italia (bandiera)   | C     | Domenico Marino      |
|    | Italia (bandiera)   | A     | Giordano Meloni      |
|    | Colombia (bandiera) | C     | Jaime Leon Merito    |
|    | Italia (bandiera)   | C     | Francesco Mortelliti |
|    | Italia (bandiera)   | D     | Alessandro Nigro     |
|    | Svizzera (bandiera) | D     | Antonio Orefice      |
|    | Italia (bandiera)   | A     | Luca Paponetti       |
|    | Italia (bandiera)   | A     | Andrea Pintori       |
|    | Svizzera (bandiera) | D     | Fabio Pittilino      |
|    | Italia (bandiera)   | D     | Giuseppe Quntoni     |
|    | Italia (bandiera)   | D     | Giovanni Ranieri     |
|    | Italia (bandiera)   | A     | Francesco Sanetti    |
|    | Italia (bandiera)   | C     | Andrea Tummiolo      |
|    | Italia (bandiera)   | A     | Mirko Ventura        |
|    | Italia (bandiera)   | D     | Alessandro Zamperini |

## Risultati

### Campionato

#### Girone di andata
| 12 settembre 2004 1ª giornata | Acireale | 1 – 2 | Pavia |  |

| 19 settembre 2004 2ª giornata | Lucchese | 1 – 1 | Acireale |  |

| 26 settembre 2004 3ª giornata | Acireale | 1 – 1 | Torres |  |

| 3 ottobre 2004 4ª giornata |  | – Turno di riposo |  |  |

| 10 ottobre 2004 5ª giornata | Fidelis Andria | 1 – 1 | Acireale |  |

| 17 ottobre 2004 6ª giornata | Acireale | 0 – 0 | Como |  |

| 24 ottobre 2004 7ª giornata | Frosinone | 1 – 0 | Acireale |  |

| 31 ottobre 2004 8ª giornata | Acireale | 0 – 2 | Cremonese |  |

| 7 novembre 2004 9ª giornata | Acireale | 2 – 0 | Prato |  |

| 14 novembre 2004 10ª giornata | Novara | 0 – 2 | Acireale |  |

| 21 novembre 2004 11ª giornata | Acireale | 0 – 0 | Mantova |  |

| 28 novembre 2004 12ª giornata | Pisa | 2 – 2 | Acireale |  |

| 5 dicembre 2004 13ª giornata | Acireale | 0 – 2 | Grosseto |  |

| 8 dicembre 2004 14ª giornata | Sangiovannese | 3 – 1 | Acireale |  |

| 12 dicembre 2004 15ª giornata | Acireale | 0 – 1 | Pistoiese |  |

| 19 dicembre 2004 16ª giornata | Pro Patria | 2 – 1 | Acireale |  |

| 6 gennaio 2005 17ª giornata | Acireale | 1 – 0 | Vittoria |  |

| 9 gennaio 2005 18ª giornata | Lumezzane | 2 – 0 | Acireale |  |

| 16 gennaio 2005 19ª giornata | Acireale | 1 – 1 | Spezia |  |

#### Girone di ritorno
| 23 gennaio 2005 20ª giornata | Pavia | 2 – 0 | Acireale |  |

| 30 gennaio 2005 21ª giornata | Acireale | 0 – 1 | Lucchese |  |

| 6 febbraio 2005 22ª giornata | Torres | 1 – 1 | Acireale |  |

| 13 febbraio 2005 23ª giornata |  | – Turno di riposo |  |  |

| 16 febbraio 2005 24ª giornata | Acireale | 0 – 0 | Fidelis Andria |  |

| 20 febbraio 2005 25ª giornata | Como | 1 – 1 | Acireale |  |

| 27 febbraio 2005 26ª giornata | Acireale | 3 – 2 | Frosinone |  |

| 6 marzo 2005 27ª giornata | Cremonese | 3 – 2 | Acireale |  |

| 13 marzo 2005 28ª giornata | Prato | 1 – 1 | Acireale |  |

| 20 marzo 2005 29ª giornata | Acireale | 2 – 1 | Novara |  |

| 26 marzo 2005 30ª giornata | Mantova | 2 – 0 | Acireale |  |

| 20 aprile 2005 31ª giornata | Acireale | 1 – 1 | Pisa |  |

| 6 aprile 2005 32ª giornata | Grosseto | 1 – 2 | Acireale |  |

| 10 aprile 2005 33ª giornata | Acireale | 1 – 0 | Sangiovannese |  |

| 17 aprile 2005 34ª giornata | Pistoiese | 2 – 2 | Acireale |  |

| 24 aprile 2005 35ª giornata | Acireale | 3 – 2 | Pro Patria |  |

| 1º maggio 2005 36ª giornata | Vittoria | 0 – 0 | Acireale |  |

| 8 maggio 2005 37ª giornata | Acireale | 1 – 0 | Lumezzane |  |

| 15 maggio 2005 38ª giornata | Spezia | 0 – 0 | Acireale |  |